# Списък на римските имена
Това e списък на римските родови имена (nomen), отговарящи на днешното фамилно име.
Петте най-важни фамилии от Римската република (500 до 30 пр.н.е.) са с удебелен шрифт.
| Съдържание A B C D E F G H I L M N O P Q R S T U V |

## A
- Aburius – Абурии, Абурий
- Accius = Акуций = Attius – Акции = Атии, Атий, Акций
- Accoleius – Аколей, Аколеи
- Acilius – Ацилии, Ацилий; клонове: Балб, Фаустин, Глабрион
- Aebutius – Ебуции, Ебуций
- Aedinius – Единий, Единии
- Aelius – Елии, Елий
- Aemilius – Емилии, Емилий
- Afranius – Афрании, Афраний
- Albanius, Albinus – Албании, Албаний, Албин
- Albatius – Албации, Албаций; Албатии
- Allectius – Алекции, Алекций
- Amatius – Амации, Амаций, Аматии, Аматий
- Anicius – Аниции, Аниций
- Annaeus – Анеи, Аней
- Annius – Ании, Аний
- Antestius – Антестии, Антестий
- Antius – Анции, Анций,
- Antonius – Антонии, Антоний
- Aponius – Апонии, Апоний
- Apuleius, Appuleius – Апулеи, Апулей
- Aquillius – Аквилии, Аквилий
- Armenius – Армении, Армений
- Arminius – Арминии, Арминий
- Arrius, Arntni – Арии, Арий – от етруски Арнтни
- Arsinius – Арсинии, Арсиний, Арзиний
- Artorius – Артории, Арторий
- Asinius – Азинии, Азиний
- Ateius – Атеи, Атей
- Atilius – Атилии, Атилий
- Atius, Attius – Атии, Атий
- Atrius – Атрии, Атрий,
- Atronius – Атронии, Атроний
- Aufidius, Alfidius – Ауфидии, Ауфидий, или Алфидии, Алфидий
- Aurelius – Аврелии, Аврелий
- Ausonius – Авзонии, Авзоний
- Avidius – Авидии, Авидий
- Avitus – Авити, Авит
- Axius – Аксии, Аксий

## B
- Babudius – Бабудии, Бабудий
- Baebius – Бебии, Бебий
- Barrius – Барии, Барий
- Betilienus – Бетилиен
- Blandius – Бландии, Бландий
- Bruccius = Bruttius(?) – Брукции, Брукций
- Bruttius – Брутии, Брутий

## C
- Caecilius – Цецилии, Цецилий; с клон Метели
- Caecina – Цецини, Цецина
- Calatorius – Калатории, Калаторий
- Calidius – Калидии, Калидий
- Calpurnius – Калпурнии, Калпурний
- Calventius – Калвенции, Калвенций
- Calvisius – Калвизии, Калвизий
- Camelius – Камелии, Камелий
- Camilius, Camillius – Камилии, Камилий
- Cantilius – Кантилии, Кантилий
- Caprenius – Капрении, Капрений
- Carius – Карии, Карий
- Caristanius – Каристании, Каристаний
- Cassius – Касии, Касий
- Cispius – Циспии, Циспий, Есквилин
- Claudius – Клавдии, Клавдий
- Clodius – Клодии, Клодий = Клавдий
- Cloelius (Cluilius) – Клелии, Клелиий, (Клуилий)
- Clovius – Кловии, Кловий
- Cluntius – Клунции, Клунций
- Coiedius – Коиедии, Коиедий
- Cominius – Коминии, Коминий
- Coponius – Копонии, Копоний
- Cordius – Кордии, Кордий
- Cornelius – Корнелии, Корнелий; с клонове: Балб, Долабела, Малугинензис, Лентул, Мамула, Сула, Сципиони, Цина
- Cornificius – Корнифиции, Корнифиций
- Coruncanii – Корункании, Корунканий
- Cosconius – Косконии, Косконий
- Cossutius – Косуции, Косуций
- Crescentius – Кресценции, Кресценций
- Curiatius – Куриации, Куриаций
- Curius – Курии, Курий
- Curtius – Курции, Курций

## D-E
- Decidius – Децидии, Децидий
- Decimius – Децимии, Децимий
- Decius – Деции, Деций
- Decumius – Декумии, Декумий = Децимий
- Dellius – Делии, Делий
- Desticius – Дестиции, Дестиций
- Dexius – Дексии, Дексий
- Didius – Дидии, Дидий
- Dillius – Дилии, Дилий
- Domitius – Домиции, Домиций, от 4 в. пр.н.е. Ахенобарб, Калвин
- Dossenius – Досении, Досений
- Duccius – Дукции, Дукций
- Duilius – Дуилии, Дуилий
- Duronius – Дуронии, Дуроний
- Egnatius – Егнации, Егнаций
- Epidius – Епидии, Епидий
- Equitius – Еквиции, Еквиций

## F
- Fabius – Фабии, Фабий; клонове: Максим, Вибулан
- Fadius – Фадии, Фадий
- Faenius – Фении, Фений
- Falerius – Фалерии, Фалерий
- Favonius – Фавонии, Фавоний
- Festinius – Фестинии, Фестиний
- Flaminius – Фламинии, Фламиний
- Flavinius – Флавинии, Флавиний
- Flavius – Флавии, Флавий
- Flavonius – Флавонии, Флавоний
- Floridius- Флоридии, Флоридий
- Fonteius – Фонтеи, Фонтей; клонове: Капитон
- Fufius – Фуфии, Фуфий
- Fulcinius – Фулцинии, Фулциний
- Fulvius – Фулвии, Фулвий; клонове: Флак
- Fundanus – Фундан
- Furius – Фурии, Фурий; клонове: Бибакул, Камил

## G
- Gabinius – Габинии, Габиний
- Galerius – Галерии, Галерий
- Gavius – Гавии, Гавий
- Gellius – Гелии, Гелий
- Granius – Грании, Граний
- Grattius – Гратии, Гратий
- Gratidius – Гратидии, Гратидий

## H
- Helvetius – Хелвеции, Хелвеций
- Helvius – Хелвии, Хелвий
- Herennius – Херении, Херений
- Herminius – Херминии, Херминий
- Hirtius – Хирции, Хирций
- Horatius – Хорации, Хораций
- Hortensius – Хортензии, Хортензий
- Hosidius – Хозидии, Хозидий
- Hostilius – Хостилии, Хостилий

## I
- Inventius – Инвенции, Инвенций
- Iulius (Julius) – Юлии, Юлий; Юлий Цезар
- Iunius – Юнии, Юний; клонове: Брут, Бубулк, Пера, Силан-Торкват
- Iustus (Justus) – Юст
- Iuventius (Juventius) – Ювенции, Ювентий

## L
- Laberius – Лаберии, Лаберий
- Laelius – Лелии, Лелий
- Laetonius – Летонии, Летоний
- Lampronius – Лампронии, Лампроний
- Larcius – Ларции, Ларций
- Liburnius – Либурнии, Либурний
- Licinius – Лицинии, Лициний
- Ligarius – Лигарии, Лигарий
- Ligustinius – Лигустинии, Лигустиний
- Livius – Ливии, Ливий
- Lollius – Лолии, Лолий
- Longinius – Лонгинии, Лонгиний
- Loreius – Лореи, Лорей (в Помпей)
- Lucius – Луции, Луций
- Lucilius – Луцилии, Луцилий
- Lucretius – Лукреции, Лукреций
- Lusius – Лузии, Лузий
- Lutatius – Лутации, Лутаций

## M
- Macrinius – Макринии, Макриний
- Maecilius – Мецилии, Мецилий
- Maelius – Мелии, Мелий
- Mallius – Малии, Малий
- Mamilius – Мамилии, Мамилий
- Manlius – Манлии, Манлий
- Manilius – Манилии, Манилий
- Marcius – Марции, Марций
- Marius – Марии, Марий
- Matius – Мации, Маций
- Maximius – Максимии, Максимий
- Memmius – Мемии, Мемий
- Menenius – Менении, Менений
- Messienus – Месиен
- Metilius – Метилии, Метилий
- Milonius – Милонии, Милоний
- Minucius, Minicius – Минуции (Миниции), Минуций (Миниций); клон Руф
- Modius – Модии, Модий
- Mucius – Муции, Муций; клон Сцевола
- Mummius – Мумии, Мумий
- Munatius – Мунации, Мунаций
- Munius – Мунии, Муний
- Murrius – Мурии, Мурий

## N
- Naevius – Невии, Невий
- Nasennius – Назении, Назений
- Nemetorius – Неметории, Неметорий
- Nepius – Непии, Непий
- Nigidius – Нигидии, Нигидий
- Nigilius – Нигилии, Нигилий
- Nipius – Нипии, Нипий
- Norbanus – Норбан
- Novius – Новии, Новий
- Numerius – Нумерии, Нумерий

## O
- Octavius – Октавии, Октавий
- Olcinius – Олцинии, Олциний
- Oppius – Опии, Опий
- Opsius – Опсии, Опсий
- Oranius – Орании, Ораний
- Orbilius – Орбилии, Орбилий
- Otacilius – Отацилии, Отацилий

## P
- Palpellius – Палпелии, Палпелий
- Papinius – Папинии, Папиний
- Papirius – Папирии, Папирий
- Papius – Папии, Папий
- Pedius – Педии, Педий
- Peltrasius – Пелтразии, Пелтразий
- Pescennius – Песцении, Песцений
- Petellius – Петелии, Петелий
- Petilius, Petillius – Петилии, Петилий
- Petronius – Петронии, Петроний
- Pinarius – Пинарии, Пинарий
- Piscius – Писции, Писций
- Pisentius – Пизенции, Пизенций
- Placidius – Плацидии, Плацидий
- Plautius, (Plotius) – Плавции (Плоции), Плавций (Плоций); клонове: Дециан, Прокул, Силван, Венокс
- Plinius – Плинии, Плиний
- Plotius = Plautius – Плоции, Плоций
- Pollius – Полии, Полий
- Pompeius – Помпеи, Помпей; клонове: Битиник, Магнус, Руф
- Pompilius – Помпилии, Помпилий
- Pomponius – Помпонии, Помпоний
- Pomptinus – Помптин
- Pontidius – Понтидии, Понтидий
- Pontius – Понции, Понций
- Popidius – Попидии, Попидий
- Portius – Порции, Порций
- Postumius – Постумии, Постумий
- Procopius – Прокопии, Прокопий
- Paesentius – Пезенции, Пезенций
- Publicius – Публиции, Публиций
- Publilius – Публилии, Публилий
- Pupius – Пупии, Пупий

## Q
- Quinctilius = Quintilius – Квинктилии, Квинктилий
- Quinctius – Квинкции, Квинкций
- Quintilius – Квинтилии, Квинтилий; клон: Вар
- Quirinius – Квиринии, Квириний

## R
- Rabirius – Рабирии, Рабирий
- Romilius – Ромилии, Ромилий
- Rufius – Руфии, Руфий
- Rufrius – Руфрии, Руфрий
- Rusonius – Рузонии, Рузоний
- Rutilius – Рутилии, Рутилий

## S
- Sabucius – Сабуции, Сабуций
- Sallustius – Салустии, Салустий
- Salonius – Салонии, Салоний
- Salvius – Салвии, Салвий
- Scribonius – Скрибонии, Скрибоний; клонове: Курион, Либон
- Secundinius -Секундинии, Секундиний
- Secundius – Секундии, Секундий
- Seius – Сеи, Сей
- Sempronius – Семпронии, Семпроний; клон: Гракхи
- Sennius – Сении, Сений
- Sentius – Сенций, Сентий
- Septimius – Септимии, Септимий
- Sepunius – Сепунии, Сепуний
- Sepurcius – Сепурции, Сепурций
- Sergius – Сергии, Сергий
- Sertorius – Сертории, Серторий
- Servilius – Сервилии, Сервилий; клон: Вация
- Sestius – Сестии, Сестий
- Sextilius – Секстилии, Секстилий
- Sextius – Секстии, Секстий
- Sidonius – Сидонии, Сидоний
- Silius – Силии, Силий
- Symmachus – Симахи, Симах
- Sittius – Ситии, Ситий
- Socellius – Соцелии, Соцелий
- Sornatius – Сорнации, Сорнаций
- Sosius – Созии, Созий
- Spurius – Спурии, Спурий
- Statius – Стации, Стаций
- Statilius – Статилии, Статилий
- Stertinius – Стертинии, Стертиний
- Suedius – Суедии, Суедий
- Sulpicius – Сулпиции, Сулпиций

## T
- Tadius – Тадии, Тадий
- Talmudius – Талмудии, Талмудий
- Tanicius – Таниции, Таниций
- Tarquinius – Тарквинии, Тарквиний
- Terentius – Теренции, Теренций
- Tertinius – Тертинии, Тертиний
- Tettidius – Тетидии, Тетидий
- Tettienus – Тетиен
- Tettius – Тетии, Тетий
- Tiburtius – Тибурции, Тибурций
- Titiedius – Титиедии, Титиедий
- Titius – Тиции, Тиций
- Titinius – Титинии, Титиний
- Tolumnius – Толумнии, Толумний
- Trebatius – Требации, Требаций
- Trebellius – Требелии, Требелий
- Treblanus – Треблан
- Tremellius – Тремелии, Тремелий
- Tuccius – Тукции, Тукций
- Tullius – Тулии, Тулий; Цицерон
- Turpilius – Турпилии, Турпилий

## U
- Ulpius – Улпии, Улпий
- Umbrenius – Умбрении, Умбрений
- Umbrius – Умбрии, Умбрий
- Ummidius – Умидии, Умидий
- Urgulanius – Ургулании, Ургуланий

## V
- Vagennius – Вагении, Вагений
- Vagionius – Вагионии, Вагионий
- Vagnius – Вагнии, Вагний
- Valerius – Валерии, Валерий; клонове: Флак, Левин, Максим, Месала, Попликола, Тапон, Триарий
- Varius – Варии, Варий
- Vassenius – Васении, Васений
- Vatinius – Ватинии, Ватиний
- Vedius – Ведии, Ведий; Антонин
- Velius – Велии, Велий
- Veranius – Верании, Вераний
- Verecundius – Верекундии, Верекундий
- Vergilius – Вергилии, Вергилий
- Verginius – Вергинии, Вергиний
- Vesnius – Веснии, Весний
- Vesuvius – Везувии, Везувий
- Vibenius – Вибении, Вибений
- Vibidius – Вибидии, Вибидий
- Vibius – Вибии, Вибий
- Victricius – Виктриции, Виктриций
- Viducius – Видуции, Видуций
- Vinicius – Виниции, Виниций
- Vipsanius – Випсании, Випсаний
- Vipstanus – Випстан
- Viridius – Виридии, Виридий
- Virius – Вирии, Вирий
- Vitellius – Вителии, Вителий
- Vitruvius – Витрувии, Витрувий
- Volaginius – Волагинии, Волагиний
- Volcatius – Волкации, Волкаций
- Volumnius – Волумнии, Волумний
- Volusenna – Волузена
- Volusenus – Волузен
- Volusius – Волузии, Волузий
- Vulius – Вулии, Вулий